# Halina Wohlfarth
Halina Wanda Wohlfarth ps. Hala (ur. 12 marca 1913, zm. 5 stycznia 1945 w Ravensbrück) – polska nauczycielka wychowania fizycznego, działaczka podziemia w czasie  II wojny światowej  więźniarka niemieckiego obozu koncentracyjnego w Ravensbrück.
Córka Edwarda i Marii z domu Hellmann. W 1936 ukończyła Centralny Instytut Wychowania Fizycznego. Prowadziła drukarnię konspiracyjną w Warszawie, aresztowana 9 września 1941 przez Gestapo więziona na Pawiaku, 30 maja 1942 wywieziona do Ravensbrück (numer więźnia:11221), po kilkuletnim pobycie rozstrzelana w ostatniej egzekucji na terenie obozu. Jej grób symboliczny znajduje się na cmentarzu ewangelicko-augsburskim przy ulicy Młynarskiej (aleja 6, grób 25).